# Kiyoshi Tomizawa
Kiyoshi Tomizawa (n. 3 decembrie 1943) este un fost fotbalist japonez.

## Statistici
| Japonia | Japonia | Japonia |
| An      | Meciuri | Goluri  |
| ------- | ------- | ------- |
| 1965    | 2       | 0       |
| 1966    | 0       | 0       |
| 1967    | 1       | 0       |
| 1968    | 1       | 0       |
| 1969    | 0       | 0       |
| 1970    | 2       | 0       |
| 1971    | 3       | 2       |
| Total   | 9       | 2       |